# Michał Antoniewicz
Michał Jerzy Woysym-Antoniewicz  (7. července 1897 Krakov – 1. prosince 1989 Austin) byl polský reprezentant v jezdectví. 
Studoval práva na Jagellonské univerzitě. Po vypuknutí první světové války sloužil v polských legiích a za polsko-sovětské války se zúčastnil útoku na Kyjev. Po válce byl instruktorem v armádní jezdecké škole v Grudziądzi.
Dvakrát vyhrál Pohár národů v jezdectví: roku 1927 v New Yorku a roku 1928 ve Varšavě. Na Letních olympijských hrách 1928 v Amsterdamu startoval s koněm Readgleadt v parkurovém skákání, kde získal stříbrnou medaili s družstvem a mezi jednotlivci byl dvacátý. S koněm Moja Miła nastoupil do soutěže všestranné způsobilosti a obsadil třetí místo v týmové a devatenácté místo v individuální klasifikaci.
V roce 1930 byl povýšen na majora a o rok později mu byl udělen Kříž nezávislosti. Jeho sportovní kariéru ukončila nehoda při tréninku, kdy zůstal pod koněm a při následné operaci mu byla odebrána část plic. Od roku 1936 byl inspektorem koní v Tarnówě. Zúčastnil se polsko-německé války, po kapitulaci Varšavy odešel do Maďarska, v letech 1944 až 1945 byl vězněn v německých zajateckých táborech. Po druhé světové válce žil v Anglii a USA, trénoval americký jezdecký tým na Letních olympijských hrách 1956. 